# Bazar (Munich)
Pour les articles homonymes, voir Bazar (homonymie).
Le Bazar était une chaîne de magasins du centre de la capitale bavaroise, Munich.

## Histoire
Le bâtiment a été construit entre 1824 et 1826 dans le style classique selon les plans de l'architecte Leo von Klenze, côté est de l'Odeonsplatz. Il a remplacé l'ancienne école d'équitation du Hofgarten. Le bâtiment a été financé par le banquier Simon Freiherr von Eichthal.
Klenze a créé, dans un style classique, un bâtiment symétrique de deux étages de 175 mètres de long, séparé par un pavillon central et fermé au nord et au sud par un pavillon d'angle. Du côté du jardin de la cour, les arcades ont été intégrées au bâtiment. Klenze a également repris le motif de la voûte sur la façade de l'Odeonsplatz.
Entre 1854 et 1856, sous la supervision d'Eduard Riedel, les deux pavillons d'angle ont été surélevés d'un étage. Après de lourdes destructions par les raids aériens de la Seconde Guerre mondiale, le bâtiment a été reconstruit à l'identique en 1956.
Depuis 1951, le Filmcasino se trouvait dans le complexe. Le bâtiment du cinéma est une œuvre de l'architecte Paul Stohrer, mais en juin 2011, le célèbre cinéma d'art et d'essai a dû cesser ses activités.

## Café historique
Le café Tambosi, également situé dans le bâtiment, est le plus ancien de Munich. Il a ouvert ses portes en 1775 sous la forme d'un kiosque où l'on servait du café, du chocolat et de la limonade. Luigi Tambosi, fils du maître de chai à la cour des Wittelsbach, prit la direction de la maison en 1810, en lui donnant tout simplement le nom de "Tambosi".

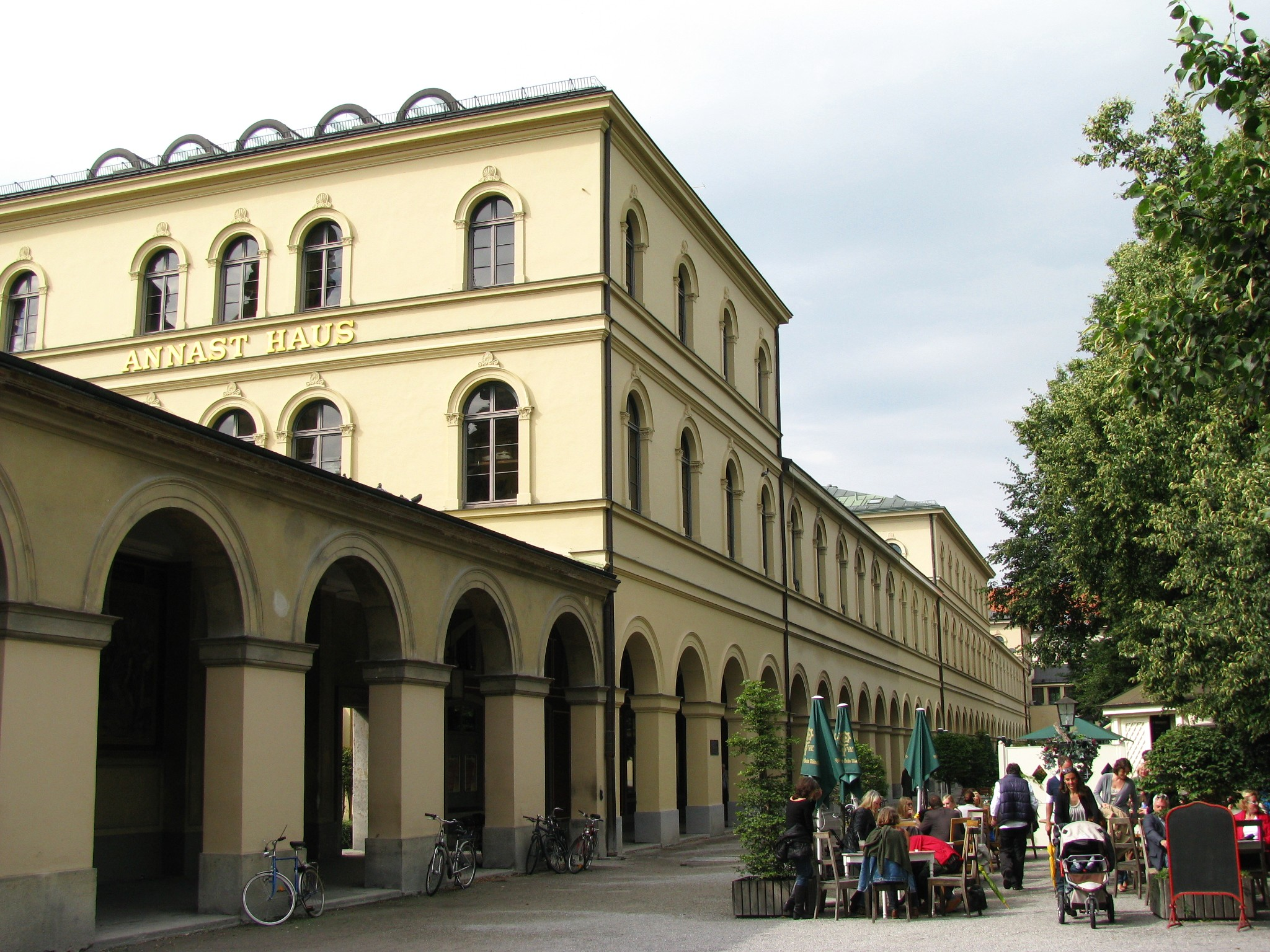
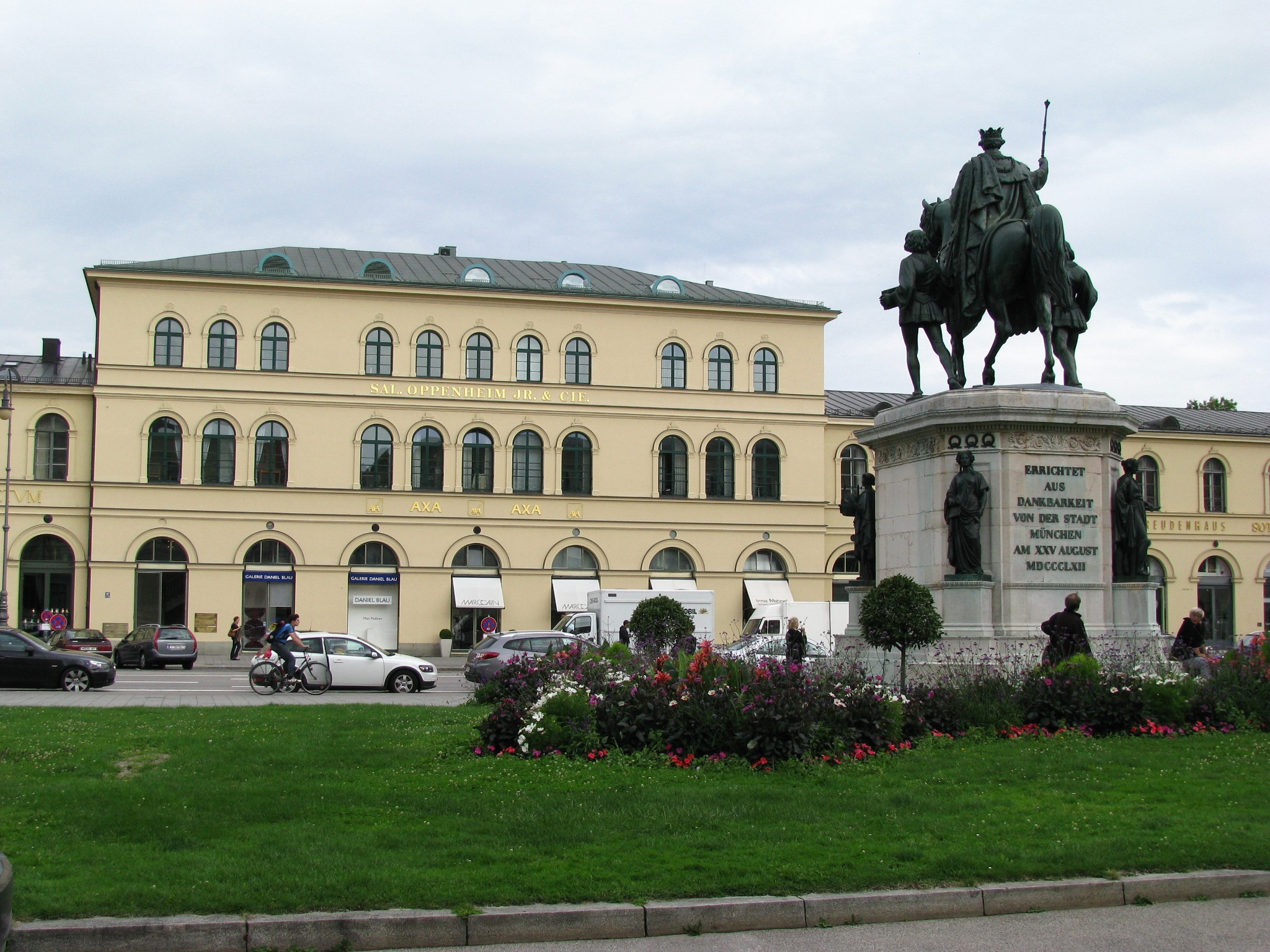
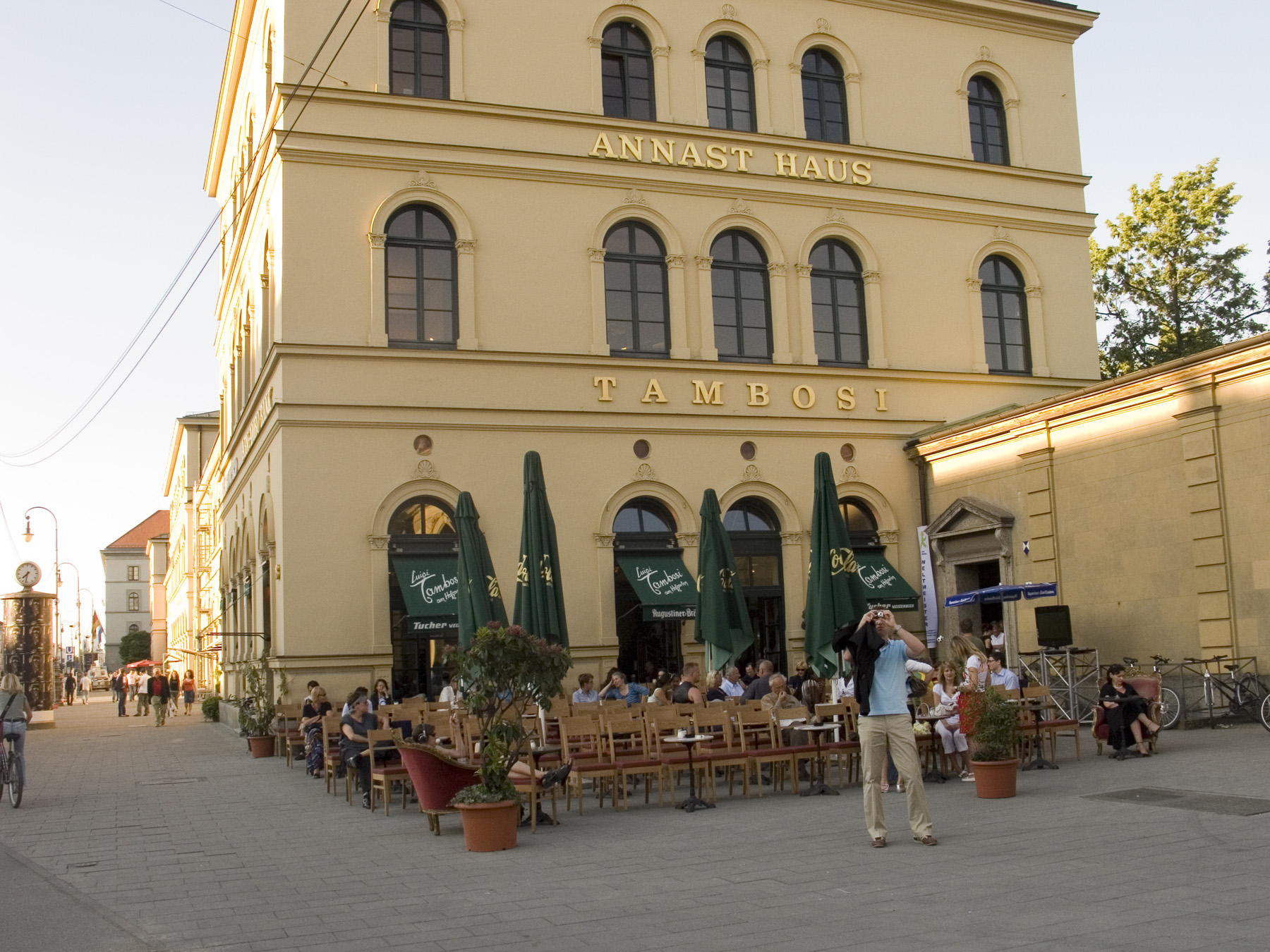
Café Tambosi

## Littérature
- (de) Heinrich Habel, Johannes Hallinger et Timm Weski, Landeshauptstadt München – Mitte (= Bayerisches Landesamt für Denkmalpflege [Hrsg.]: Denkmäler in Bayern. Band I.2/1), München 2009, Karl M. Lipp Verlag, 2009, 1394 p. (ISBN 978-3-87490-586-2), p. 729–731.